# Малый Маттерхорн
Малый Маттерхорн, или Кляйн-Маттерхорн (нем. Klein Matterhorn) — горный пик Пеннинских Альп, расположенный возле долины Церматт в швейцарском кантоне Вале. Высота — 3883 метра. Часть массива Брайтхорн. Получил своё название от пика Маттерхорн, расположенного в 7 километрах от Малого Маттерхорна и разделенного перевалом Теодул. Южная сторона вершины покрыта плоским ледовым плато, являющимся частью ледника Брайтхорн и простирающимся вплоть до границы с Италией. Малый Маттерхорн — один из самых южных пиков Швейцарии. Впервые был покорен в 1789 году. Ближайший населенный пункт — Церматт. Малый Маттерхорн является конечной точкой многоуровневого канатного подъёмника «Ледниковый рай Маттерхорна», берущего своё начало в Церматте. Станция подъёмника располагается на высоте 3820 метров с северной стороны пика, что делает «Ледниковый рай Маттерхорна» самой высокой канатной дорогой в Европе. Посредством тоннеля станция соединена с южной стороной вершины, на которой расположена панорамная смотровая площадка, а также выход к горнолыжным трассам. Ежегодно вершину Малого Маттерхорна посещают более полумиллиона туристов.

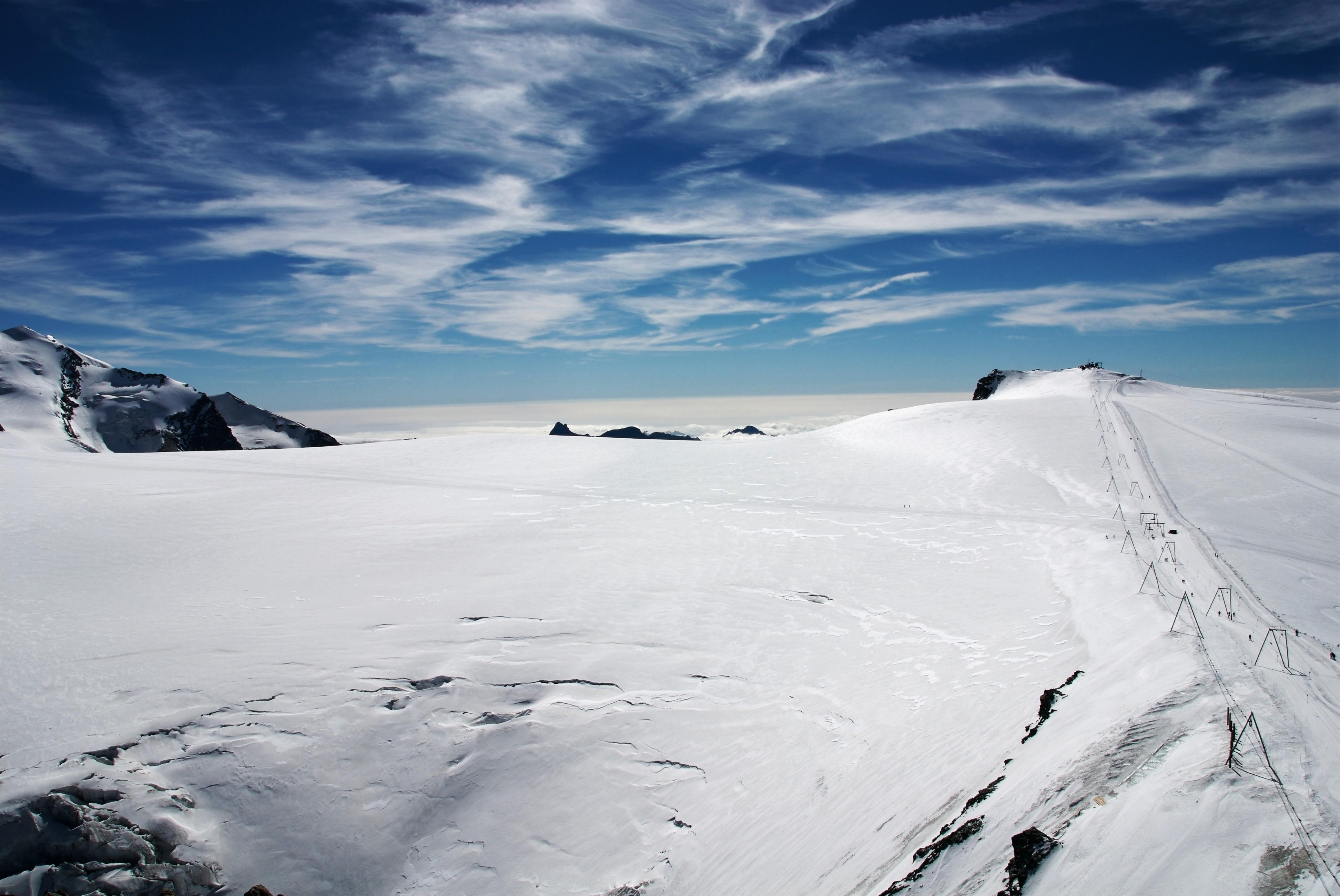
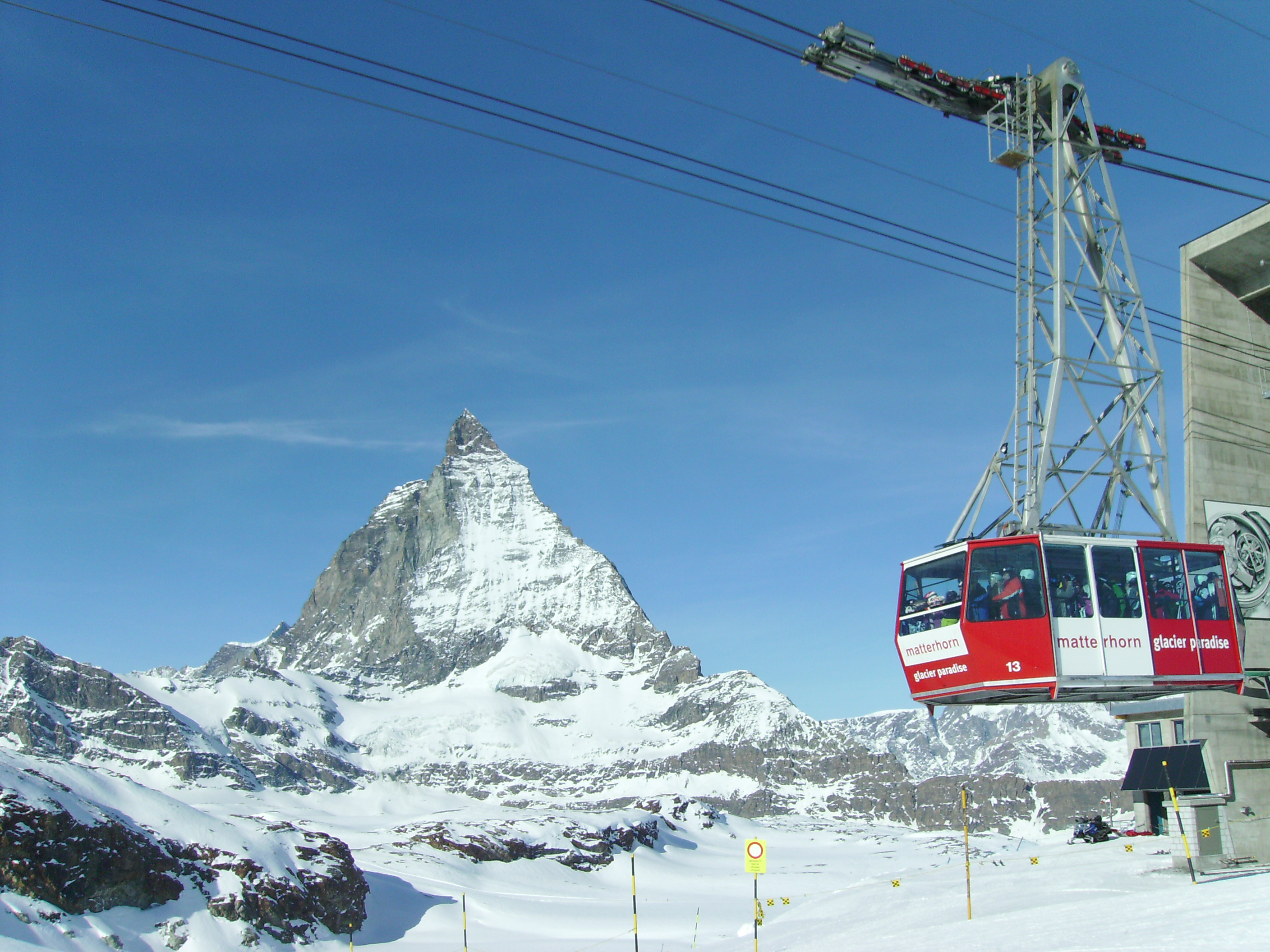
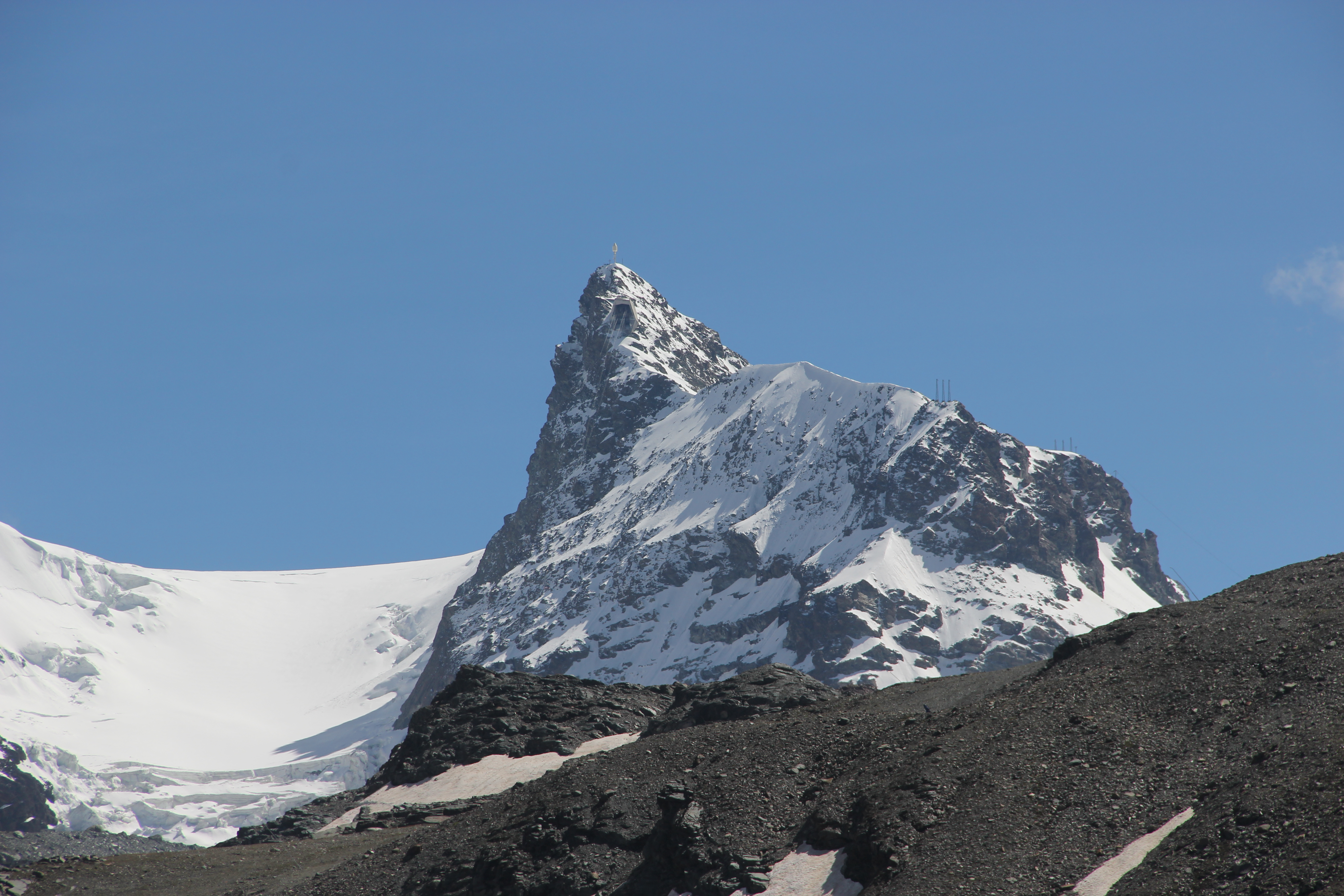
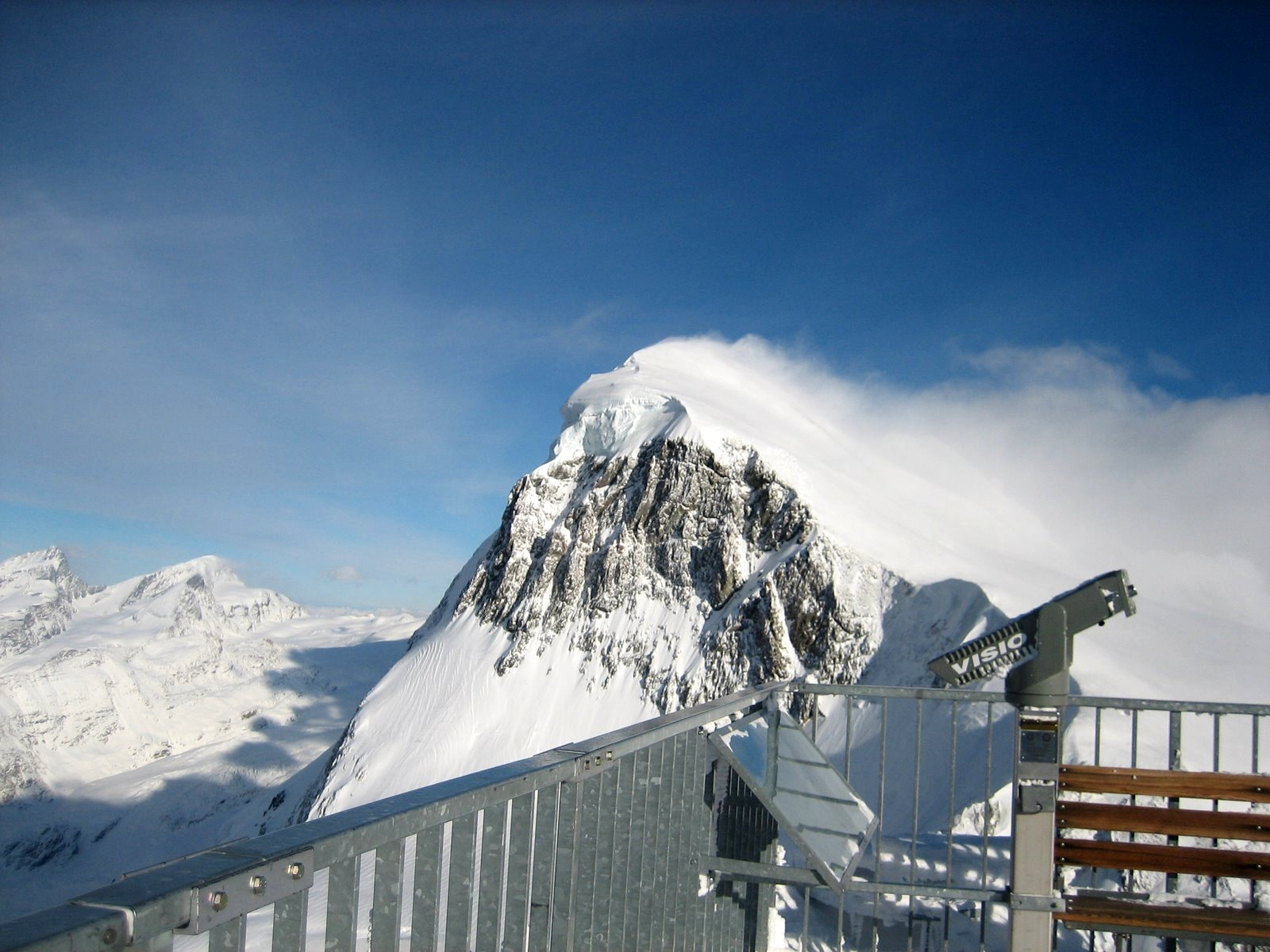